# Sabina Hudribusch
Sabina Hudribusch (* 11. Januar 1967 in Wien) ist eine ehemalige österreichische Freestyle-Skierin. Sie war auf die Disziplin Aerials (Springen) spezialisiert.

## Werdegang
Hudribusch startete im Februar 1993 in La Clusaz erstmals im Freestyle-Skiing-Weltcup, wobei sie den 25. Platz auf der Buckelpiste errang. Dies war im Weltcup ihre einzige Teilnahme auf der Buckelpiste und startete danach nur noch in der Disziplin Aerials. Dabei belegte sie in den folgenden Jahren bei den Weltmeisterschaften 1993 in Altenmarkt-Zauchensee den 17. Platz und bei den Weltmeisterschaften 1995 in La Clusaz den 22. Rang. Zudem kam sie in der Saison 1995/96 mit acht Top-Zehn-Platzierungen auf den 27. Platz im Gesamtweltcup sowie auf den 11. Rang im Aerials-Weltcup und erreichte damit ihre besten Gesamtergebnisse. In der Saison 1996/97 errang sie in Breckenridge mit dem vierten Platz ihre beste Platzierung im Weltcup und sprang auf den 31. Platz im Gesamtweltcup sowie auf den 12. Rang im Aerials-Weltcup. Beim Saisonhöhepunkt, den Weltmeisterschaften 1997 im Iizuna Kōgen Sukī-jō, wurde sie ebenfalls Vierte. In ihrer letzten Saison als aktive Sportlerin 1997/98 wiederholte sie in Blackcomb den vierten Platz und errang zum Saisonende den 17. Platz im Aerials-Weltcup. Bei ihrer einzigen Teilnahme an Olympischen Winterspielen im Februar 1998 in Nagano belegte sie den 16. Platz.

## Erfolge

### Olympische Spiele
- 1998 Nagano: 16. Platz Aerials

### Weltmeisterschaften
- 1993 Altenmarkt: 17. Platz Aerials
- 1995 La Clusaz: 22. Platz Aerials
- 1997 Iizuna Kōgen: 4. Platz Aerials

### Weltcupwertungen
Hudribusch nahm an 38 Weltcups teil und erreichte 17 Top-Zehn-Platzierungen
| Saison  | Gesamt | Gesamt | Aerials | Aerials |
| Saison  | Platz  | Punkte | Platz   | Punkte  |
| ------- | ------ | ------ | ------- | ------- |
| 1992/93 | 11     | 76.    | 64      | 29.     |
| 1994/95 | 24     | 64.    | 188     | 22.     |
| 1995/96 | 68     | 27.    | 616     | 11.     |
| 1996/97 | 66     | 31.    | 532     | 12.     |
| 1997/98 | 46     | 48.    | 276     | 17.     |